# Lövések a Broadwayn
A Lövések a Broadwayn 1994-ben bemutatott amerikai filmvígjáték-dráma, amelyet Woody Allen írt és rendezett.

## Cselekmény
|  | Alább a cselekmény részletei következnek! |

1928-ban David Shayne (John Cusack) idealista fiatal drámaíró New Yorkba költözik barátnőjével, Ellennel (Mary-Louise Parker). Annak érdekében, hogy finanszírozza a Broadwayn színházi darabját pénzt kér a környék maffiózójától Nick Valentitől (Joe Viterelli). Nick Valenti támogatásáért cserébe azt kéri az írótól, hogy barátnője, Olive Neal (Jennifer Tilly), kapjon egy szerepet az előadásban. Shayne ,megnyeri a főszerepre, a Broadway egykori, jobb időket látott sztárját, Helen Sinclairt (Dianne Wiest) és a szintén ismert Warner Purcellt (Jim Broadbent). Valenti megbízza egyik emberét, Cheecht (Chazz Palminteri), hogy legyen a testőre Olivenak. Olive a próbákon tehetségtelen színészek bizonyul és a dialógusok megtanulásával is gondjai akadnak. Cheech is részt vesz a próbákon, és nem nagyon tetszik neki a David írása, aminek hangot is ad, majd kiderül róla, hogy nagyszerű írói vénával rendelkezik, és ötleteket ad Davidnek a színdarab történetét illetően. Shayne Sinclairrel, Olive pedig Warner Purcelllel szűri össze a levet, majd David szakít a élettársával. David titokban tartja, hogy a változtatások a cselekményben Cheechtől erednek, és az új változat mindenkinek jobban tetszik. Cheech már a sajátjának tekinti a darabot, és egy bostoni bemutató után, úgy gondolja, hogy Olive amatőr színészkedése tönkre teszi az egész művét, amiért titokban megöli a lányt. Valenti rájön, hogy Cheech gyilkolta meg a barátnőjét, ezért megöleti a testőrt. David az előadás sikerének ellenére, úgy dönt, hogy felhagy a drámaírással, mert egy maffiózó tehetségesebbnek bizonyult, és újra összejön Ellennel.
|  | Itt a vége a cselekmény részletezésének! |

## Szereplők
| Színész            | Szerep          | Magyar hang     |
| ------------------ | --------------- | --------------- |
| Jim Broadbent      | Warner Purcell  | Láng József     |
| John Cusack        | David Shayne    | Czvetkó Sándor  |
| Harvey Fierstein   | Sid Loomis      | Gesztesi Károly |
| Chazz Palminteri   | Cheech          | Csankó Zoltán   |
| Mary-Louise Parker | Ellen           | Pápai Erika     |
| Rob Reiner         | Sheldon Flender | Huszár László   |
| Jennifer Tilly     | Olive Neal      | Murányi Tünde   |
| Tracey Ullman      | Eden Brent      | Borbás Gabi     |
| Joe Viterelli      | Nick Valenti    | Kránitz Lajos   |
| Jack Warden        | Julian Marx     | Gera Zoltán     |
| Dianne Wiest       | Helen Sinclair  | Tímár Éva       |
| Tony Sirico        | Rocco           | Ujréti László   |
| Paul Herman        | főpincér        | Szalai Imre     |

## Díjak és jelölések
Oscar-díj (1995)
- díj: legjobb női mellékszereplő – Dianne Wiest
- jelölés: legjobb férfi mellékszereplő – Chazz Palminteri
- jelölés: legjobb női mellékszereplő – Jennifer Tilly
- jelölés: legjobb rendező – Woody Allen
- jelölés: legjobb eredeti forgatókönyv – Woody Allen, Douglas McGrath
- jelölés: legjobb látványtervező – Santo Loquasto, Susan Bode
- jelölés: legjobb jelmeztervezés – Jeffrey Kurland

Golden Globe-díj (1995)
- díj: legjobb női mellékszereplő – Dianne Wiest

BAFTA-díj (1996)
- jelölés: legjobb eredeti forgatókönyv – Woody Allen, Douglas McGrath